# Hiroki Itō (tuffatore)
Hiroki Itō (伊藤洸輝?, Itō Hiroki; 26 ottobre 1999) è un tuffatore giapponese.

## Biografia
Ha rappresentato il Giappone ai Giochi olimpici di Tokyo 2020, disputati nel 2021 a causa della pandemia di COVID-19, dove si è classificato 8º nel sincro 10 m, in coppia con Kazuki Murakami.
Ai mondiali di Fukuoka 2023 ha vinto il bronzo nel sincro 10 m misti, con Minami Itahashi.

## Palmarès
| Anno | Manifestazione  | Sede    | Evento            | Risultato | Prestazione | Note |
| ---- | --------------- | ------- | ----------------- | --------- | ----------- | ---- |
| 2021 | Giochi olimpici | Tokyo   | Sincro 10 m       | 8º        | 377,10 p.   |      |
| 2023 | Mondiali        | Fukuoka | Sincro 10 m misti | Bronzo    | 305,34 p.   |      |